# Yassin al-Haj Saleh
Yassin Al-Hājj Sālih (árabe: ياسين الحاج صالح Raqqa, 1961) es un escritor, traductor y disidente político sirio, opositor al régimen de Bashar al-Assad. Fue arrestado en 1980 acusado de pertenecer al Partido Comunista Sirio (Buró político), al cual él consideró como un «grupo comunista prodemocrático». Colabora en diferentes periódicos y revistas árabes, como Al-Hayat, un periódico panárabe publicado en Londres, As-Safir o Al-Adāb entre otros. Sus obras tratan sobre política, cultura y asuntos sociales en Siria y en el mundo árabe. La película de 2014 Baladna Alraheeb, de Ali al-Atassi y Ziad Homsi, retrata la huida de Yassin al-Haj Saleh de Siria a Turquía, país donde reside desde 2013 en la ciudad de Estambul.

## Biografía

### Infancia y juventud
Nació en la ciudad de Raqqa en 1961. Es hijo de Ibrahim Al-Hājj Sālih y Ajaja. Estudió en esta misma ciudad hasta que completó su educación secundaria, siendo el primero de su promoción. Comenzó sus estudios en la Facultad de Medicina de la Universidad de Alepo en 1977 y fue arrestado al amanecer del día 7 de diciembre de 1980, cuando aún era un estudiante del tercer curso y tenía tan solo 20 años. Permaneció encarcelado durante dieciséis años: primero en la prisión central de Alepo, hasta finales de 1990; seguidamente en la prisión de Adra, al noreste de Damasco, desde 1992 hasta 1996; y finalmente en la prisión de Tadmor. Fue juzgado en 1994, condenado a 15 años de prisión y, a pesar de que el final de su condena estaba previsto para el año 1995, no fue puesto en libertad hasta finales de diciembre de 1996. Había pasado 16 años y 14 días en prisión. Cuando fue liberado, volvió inmediatamente a la Universidad de Alepo para continuar sus estudios de Medicina, y se graduó por esta misma universidad en el año 2000. Yassin Al-Hājj Sālih no pudo especializarse en Medicina, a causa de sus antecedentes penales, que le privaban del derecho a solicitar estudios de postgrado en la Universidad. Después de graduarse, se mudó a Damasco. Trabajó en prensa y publicó numerosos artículos sobre asuntos políticos, sociales y económicos sirios.

### Vida política
Desde su temprana juventud, Yassin Al-Hājj Sālih se unió al Partido Comunista Sirio - Bureau Político (Ala de Riad Al-Turk). Él militaba en la izquierda demócrata y su arresto fue en el contexto de esa afiliación. Cuando tenía 19 años, en 1980, fue encarcelado por el régimen de Hafez al-Assad, padre de Bashar al-Assad. No fue liberado hasta cumplir los 36 años. En su libro, bi-al- Jalās ya Shabāb, publicado en árabe, Yassin Al-Hājj Sālih resume su experiencia en las cárceles sirias y examina las condiciones de los presos políticos en su país. Dice: “La prisión fue difícil para todos nosotros, a veces terrible. Fuimos golpeados, torturados, humillados, despreciados, sometidos al hambre, al dolor y a la enfermedad, y golpeados nuevamente. Desperdiciamos años preciosos de nuestras vidas, y nos trataron y siguen tratándonos hoy de forma discriminatoria. Pero cuando nos encontramos, hombres de cuarenta y tantos años, con penas cumplidas de al menos diez años, no dejamos que vuelva de aquellos años sino lo que fue divertido o con el tiempo se ha convertido en divertido. Todos nosotros, que somos desempleados de trabajos públicos o estamos completamente alejados de ellos, decidimos reírnos de la prisión y reírnos de nosotros mismos en ella".
Yassin Al-Hājj Sālih es un escritor progresista sirio, el más destacado entre los que critican al régimen de Al-Assad. Sus opiniones sobre arabismo, islam y secularismo quedan reflejadas en sus obras y artículos.

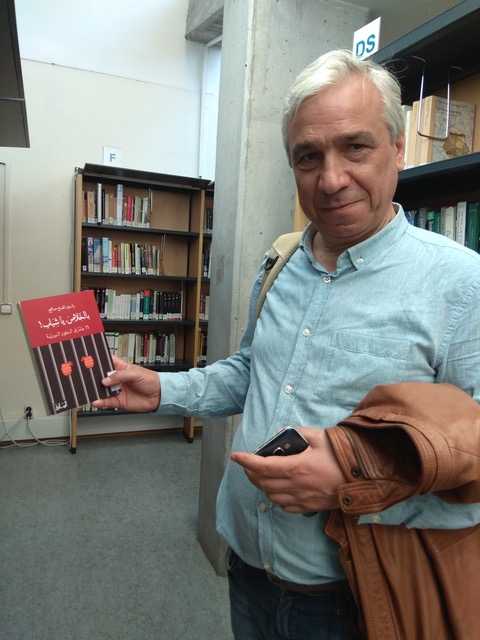
Yassin Al Haj Saleh. Abril, 2018 - UAM

#### Arabismo e islam
Hājj Sālih confía en la cultura árabe y cree que los esfuerzos en el campo cultural serán más fructíferos que en cualquier otro campo. “Tenemos una importante cultura histórica formada alrededor de una religión mundial. Esta es una gran ventaja, pero es un gran desafió histórico. Creo que un renacimiento renovado de nuestra cultura está condicionado a confrontar el problema religioso, o monstruo religioso, y a humanizar este monstruo. Asumir este reto es un paso obligado para lograr una renovación cultural que pueda albergar las aspiraciones del islam mundial, pero se base en aspectos de este mundo y en la liberación de todas las dimensiones y energías del hombre, estéticas, morales y epistémicas. Creo que esta es la lucha del siglo XXI”.
Hājj Sālih defiende el derecho de los islamistas a la vida política; los considera más cercanos a sus sociedades que los regímenes dictadores gobernantes; y pide el desarrollo del pensamiento islámico y la vida religiosa y espiritual en su país. Él cree que la reforma islámica incluye dos procesos: interno y externo. Con externo se refiere a la preocupación de todos los árabes y musulmanes, especialmente los modernistas y secularistas, por la necesidad de separar la religión de la soberanía (no la política), es decir, evitar que monopolice la jurisdicción publica o ejerza la coerción; mientras que la reforma interna es la renovación llevada a cabo por los musulmanes creyentes dentro del establecimiento religioso sin debilitarlo. Debilitarlo, según su opinión, implicaría la dispersión de fatwas y la propagación del caos intelectual, mientras que fortalecerlo es una garantía para que sea dominado por el estado, como sucedió en la historia islámica. El islam es un fenómeno complejo y mixto. También se define como una nación y un amplio mundo cultural y simbólico.

#### La realidad y el cambio
Hājj Sālih sostiene la “teoría de los tres ogros” en el mundo árabe contemporáneo, siendo estos ogros los regímenes árabes, el islam y occidente. Considera que los árabes están divididos entre estos tres, y que cada uno de ellos tiene parte de la responsabilidad en la realidad árabe. En consecuencia, defiende dos modelos de cambio para deshacerse de la realidad árabe: el cambio político, relativamente rápido, que incluye la disposición de los tiranos gobernantes y los regímenes dictatoriales hacia sistemas democráticos que respeten los derechos humanos y la voluntad de los pueblos, y se basen en la libertad de los ciudadanos; y el cambio cultural, que incluye procesos de reforma religiosa, confrontar el fundamentalismo y afianzar el pluralismo, los valores de la modernidad, la igualdad y la democracia entre los ciudadanos; y fomentar el pensamiento árabe. Este cambio cultural es lento y debe ser precedido o apoyado por el cambio político y la transformación democrática. Estos modelos se complementan con la independencia política y la eliminación de la influencia occidental en el mundo árabe, y concretamente en Oriente Próximo, una de las regiones más internacionalizadas del mundo. La supresión, por tanto, de la independencia intelectual del pensamiento occidental y el cese de la dependencia cultural.

#### El secularismo
Yassin Al-Hājj Sālih también critica el fundamentalismo secular, o el secularismo populista y cultural, que está representado por la trascendencia de algunos intelectuales sobre la sociedad y la acusación de oscurantismo por parte de muchos de ellos. Considera que la religión no puede ser el único identificador por el cual nuestras sociedades se definen. Debe analizarse y resaltar su impacto en la vida y la religión. Según Hājj Sālih, concentrarse en la religión y decir que el islam es el problema no puede beneficiar nada, por lo que se opone a la demonización de la religión y a las acusaciones de que tiene todas las responsabilidades del subdesarrollo: "El islam no es la solución, pero tampoco es el problema".

### Revolución Siria
Desde el momento que empezó la Revolución Siria, Hājj Sālih, participio en ella y no dejó de criticar el régimen en Siria. En 2011 se involucra en la revolución a través de sus análisis de la situación y sus publicaciones en prensa. Ello le hace ganar el título de “sabio de la revolución”. Sus palabras desde el primer momento respecto a la revolución siria fueron muy distribuidas entre los jóvenes en el país. “El régimen es un complejo integrado por un brazo político, otro seguritario y otro financiero; es decir, por el presidente, su hermano, los servicios de inteligencia, los jefes de sus aparatos, sus oficiales superiores y los amigos multimillonarios de los hijos de los antiguos funcionarios en el poder, por ladrones oficiales y sus compinches”
El 30 de marzo de 2011, dos semanas después de que comenzara la revolución siria, decidió pasar a la clandestinidad en Damasco, donde vivió unos años. Después, se mudó a Raqqa y a los dos meses se vio obligado a huir a Turquía.
En marzo de 2012, se fundó Al-Jumhuriya (la república) con otros p escritores y académicos sirios, tanto dentro como fuera del país, como una plataforma para que los sirios donde se pueden hablar con su propia voz sobre la miríada de preguntas políticas, sociales, culturales y de otro tipo planteadas por La revolución y el consiguiente conflicto en su país.
Además, en 2013, la situación en Siria se hizo demasiado peligrosa para él, por lo que se fue a Estambul. En 2014 y en Estambul, cofundó la Casa Cultural Siria (Hamisch). “La idea detrás de Hamisch, como organización con sede en Turquía, donde hay una comunidad de casi un millón de sirios, es proporcionar un espacio para el pensamiento crítico y la cultura liberadora. Es un intento de continuar con la revolución a nivel cultural, y de que la cultura sea una esfera que exprese los valores liberadores, no solo la política, que constituyen la revolución”.

### Vida personal
Yassin Al-Hājj Sālih se casó con Samira Khalil en 2003. No tiene hijos. Vivieron en Damascos hasta el 2011, hasta que Hājj Sālih tuvo que huir del país hacia Turquía. Poco después de su partida, el 9 de diciembre de 2013, su esposa Samira Khalil, junto con la abogado de derechos humanos Razan Zaitouneh y el abogado Nazem Hammad, fueron secuestrados e por un grupo islámico radical en un suburbio de Damasco, Douma (Siria). No ha tenido noticias suyas desde entonces.
Tiene dos hermanos, que fueron encarcelados también; Mostafa en 1985 y Jaled en 1986. Fueron librados en los años 91 y 92. Su hermano Feras fue abducido de la calle por terroristas del Estado Islámico. También, él desapareció sin dejar rastro.

## Premios
En septiembre de 2012, el escritor disidente, que había distraído la atención de las autoridades en Damasco desde el estallido de las protestas en su país, ganó el Premio Príncipe Claus de los Países Bajos, uno de los premios europeos más importantes que reconocen la labor de intelectuales bajo sistemas opresivos. Hājj Sālih se lo dedicó a los mártires de la revolución siria.
En 2017 Saleh recibió el Premio Tucholsky de la sección sueca del PEN Club.

## Obras

##### Obras traducidas al español
- Hājj Sālih, Ramírez Díaz Naomí., Alba, & Alba, Santiago. (2018). Siria, la revolución imposible (Colección encuentros). Madrid: Ediciones del Oriente y del Mediterráneo.
- Khalīl, S., Alba Rico, S., & Al-Haj Saleh, Y. (2017). Diario del asedio a Duma 2013. Madrid: Ediciones del oriente y del mediterráneo.

##### Obras en árabe
- الإمبرياليون المقهورون ـ ٢٠١٩
- الثورة المستحيلة: الثورة، الحرب الأهليّة، والحرب العامة في سوريا ـ ٢٠١٨
- سميرة الخليل: يوميات الحصار في سوريا ـ ٢٠١٧
- السير على قدم واحدة ـ ٢٠١٢
- بالخلاص يا شباب ـ ٢٠١٢
- أساطير الآخرين: نقد الإسلام المعاصر ونقد نقده ـ ٢٠١١
- سورية من الظل ـ ٢٠١٠